# Campionato africano femminile di pallacanestro 1983
L'8º Campionato africano femminile di pallacanestro FIBA (noto anche come FIBA AfroBasket Women 1983) si è svolto in Angola dal 3 al 10 aprile 1983.
I Campionati africani femminili di pallacanestro sono una manifestazione biennale tra le squadre nazionali, organizzata dalla FIBA Africa. Vincitore della manifestazione fu la squadra del Zaire.

## Squadre partecipanti
- Senegal
- Camerun
- Costa d'Avorio
- Zaire
- Angola
- Mozambico

## Fase finale
| Squadra           | P  | V | P | PF  | PS  | Differenza |
| ----------------- | -- | - | - | --- | --- | ---------- |
| 1. Zaire          | 10 | 5 | 0 | 374 | 280 | +94        |
| 2. Senegal        | 9  | 4 | 1 | 412 | 267 | +145       |
| 3. Camerun        | 8  | 3 | 2 | 338 | 358 | -20        |
| 4. Mozambico      | 6  | 1 | 4 | 301 | 360 | -59        |
| 5. Angola         | 6  | 1 | 4 | 277 | 350 | -73        |
| 6. Costa d'Avorio | 6  | 1 | 4 | 285 | 372 | -87        |

## Classifica finale
| Posizione | Squadra        | Risultati |
| --------- | -------------- | --------- |
| 1         | Zaire          | 5–0       |
| 2         | Senegal        | 4–1       |
| 3         | Camerun        | 3-2       |
| 4         | Mozambico      | 1-4       |
| 5         | Angola         | 1-4       |
| 6         | Costa d'Avorio | 1-4       |